# نوردووی
جزیره نوردووی (روسی: Нордовый) یک جزیره کوچک و خالی از سکنه و باشنده در غرب دریای کاسپین است.
جزیره نوردووی در جهت شمال‌غربی / جنوب‌شرقی قرار دارد. این جزیره باریک و بلند است و دارای درازای ۱.۲ کیلومتر و پهنای ۰.۲ متر است. این جزیره پناهگاه انواع پرندگان دریایی است.
جزیره نوردووی از نظر اداری متعلق به جمهوری داغستان در کشور روسیه است.